# Вахітова Вероніка Валіуллівна
Вахітова Вероніка Валіуллівна (13 червня 1998) — російська ватерполістка.
Призерка Чемпіонату світу з водних видів спорту 2017 року.